# アバンギャルド
アバンギャルド（仏：avant-garde）は「前衛」を意味し、狭義には第一次大戦後にヨーロッパでおこった抽象芸術・シュールレアリスムなどの芸術革新運動を指す。ここから転じて、既成の概念や形式を否定して革新的な表現をめざす芸術全般を指す総称ともなった。前衛芸術。
もとはフランス語の軍隊用語で、最前線に切り込む精鋭部隊を指した。日本語の表記では「アヴァンギャルド」「アヴァンガルド」とも。

## 概要

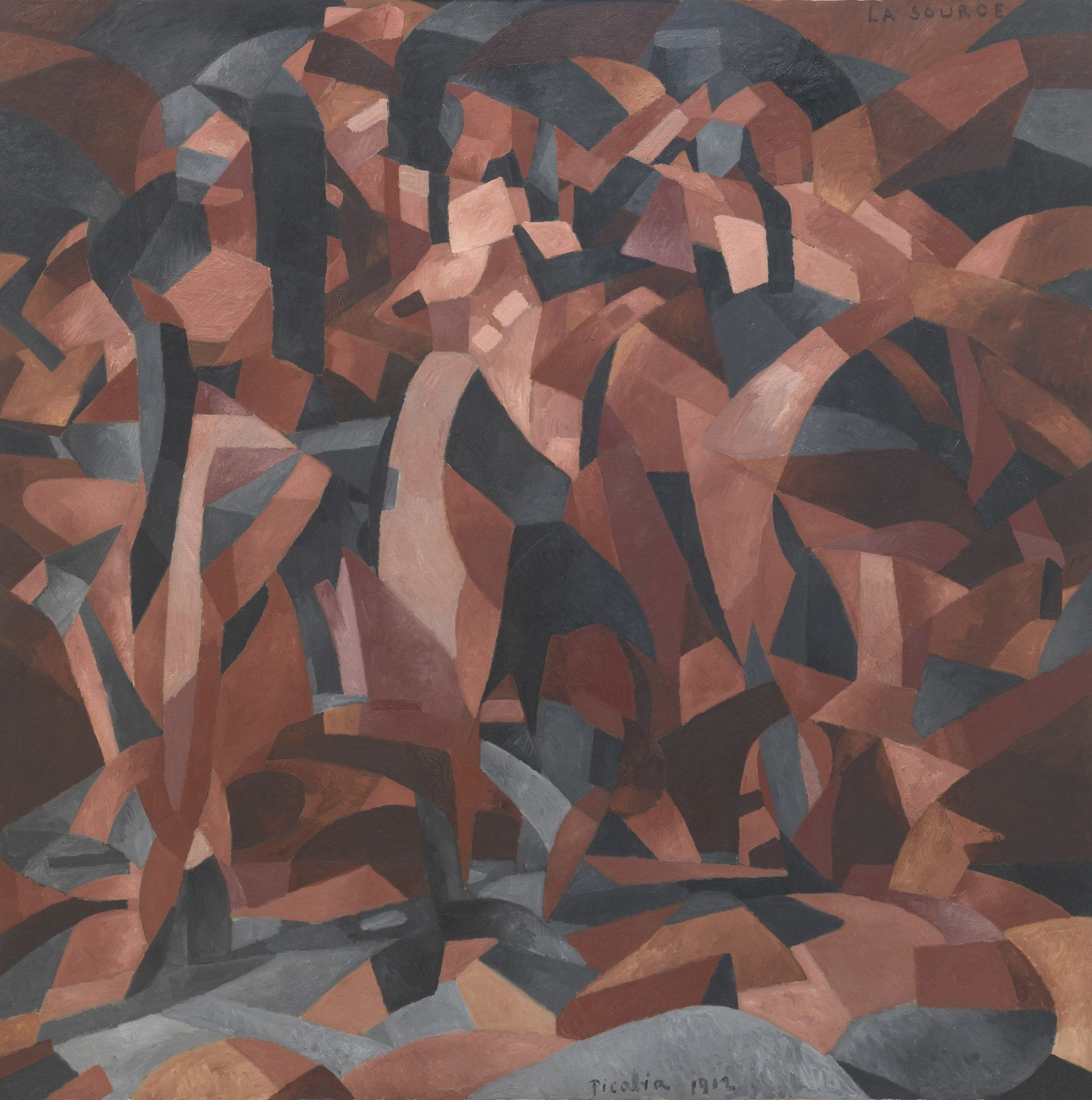
フランシス・ピカビア《泉》（ニューヨーク近代美術館、1912）。ピカビアらダダイストの作品は、しばしばアバンギャルド美術の代表例とされる。

アバンギャルドという言葉が芸術表現に関して用いられた最初期の例は、19世紀前半にフランスの社会主義者サン＝シモンが小冊子「文学・哲学・工業化に関する論説」（1825）において記した主張である。ここで彼は芸術家に理想的な社会を建設するための「市民の前衛部隊（avant-garde）」として奉仕するよう求めた。
これはフランスの美術批評家ガブリエル＝デジレ・ラヴェルダン（Gabriel-Désiré Laverdant）の著書『芸術の使命と芸術家の役割』（1845）に受け継がれる。
ラヴェルダンはサン＝シモンのほかユートピア社会主義者シャルル・フーリエらに心酔する美術批評家で、この著作において「芸術家は芸術を人類の前衛部隊として、より美しい未来にむかって進軍させねばならない」と主張した。
つまり彼らは社会革命を担うひとつの道具として芸術をとらえる立場で、そのためには芸術家自らが、旧来の芸術の姿を因襲的なものとして攻撃・打破してゆくことが必要だと訴えたのである。
アバンギャルド芸術史の研究者ホルトゥーゼンによると、このように旧来の伝統を厳しく批判し、それを芸術によって打ち破ることで理想的な社会改革を成し遂げようとする思想が「アバンギャルド」という用語の根本的な意味である。
以後、この言葉は芸術活動全般で使われるようになり、とくに19世紀のフランスで活動したロートレアモン、ランボーら「呪われた詩人たち」を指して用いられた。美術では同時期にフランスの画家ギュスターヴ・クールベが絵画のアバンギャルドたることを自称していたが、アバンギャルドの言葉が広く芸術用語として定着する重要なきっかけとなったのは、ダダの活動である。

### ダダイスム
（⇒参照「ダダイスム」）

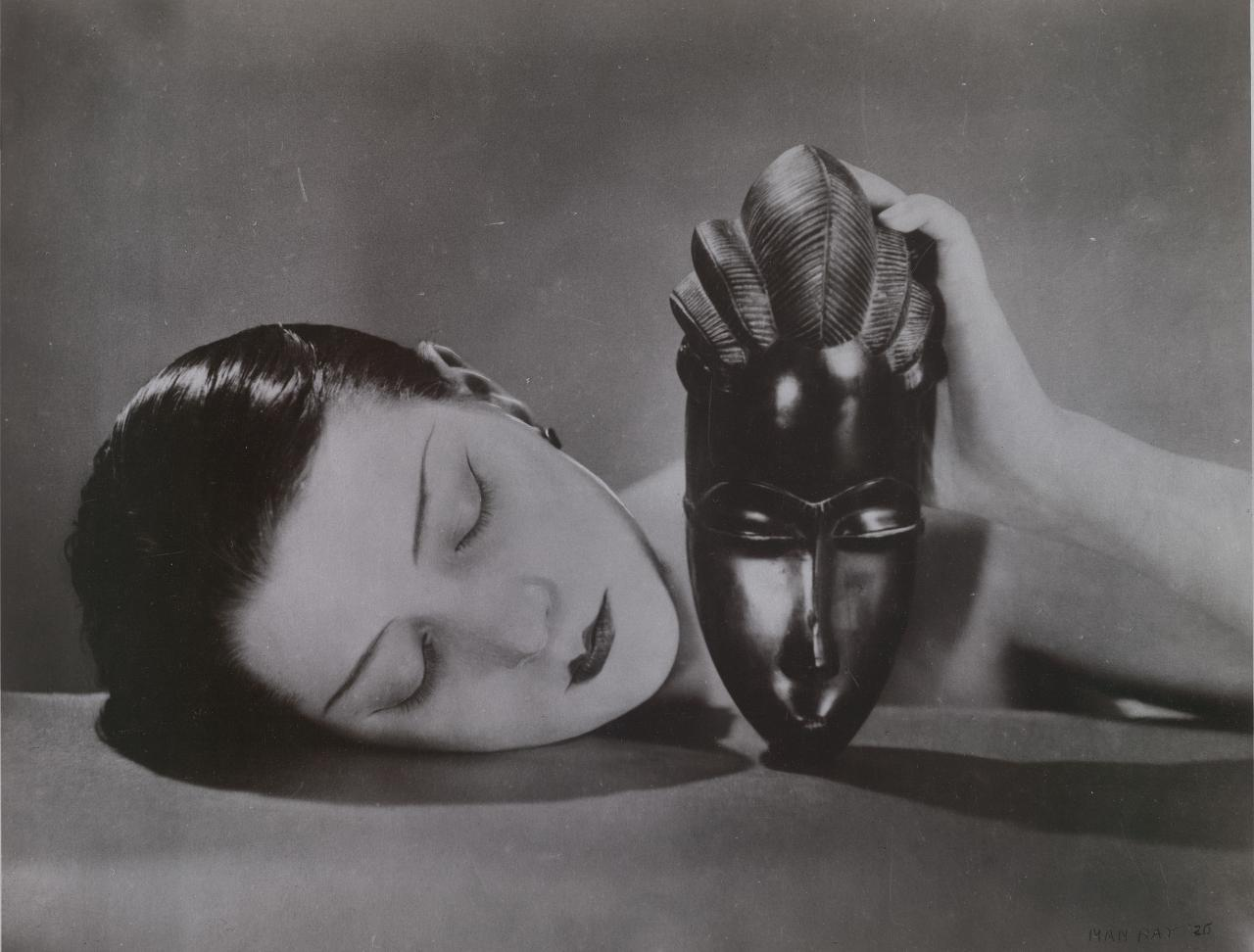
マン・レイが撮影したアフリカのマスクとキキ（1926）。

「ダダ」は1916年にスイスのチューリッヒで始動した芸術・文学運動で、ニューヨーク、ベルリン、パリなど他の都市でも同時多発的に同様の動きが起こった。そこで共通して表明されているのは第一次世界大戦であらわになった世界の不合理性・残酷さへの嫌悪感だとも言われる。かれらは、その戦争を引きおこした国家や消費社会の価値観を告発し、型破りな技法やパフォーマンスを通じて古い社会のあり方に対する再考をうながそうとした。
パリでこの動きを主導した一人トリスタン・ツァラの『ダダ宣言』（1918）は「あらゆる絵画あるいは造形芸術はむなしい」と断じ、ダダの本質を「破壊の行為のなかに全存在をかけた拳の抗議」だと評した。このような従来の芸術を激しく拒否する戦闘的な姿勢によって、かれらの運動は代表的なアバンギャルド芸術とみなさるようになる。
かれらは綱領に類するものを持たず共通の様式や手法もなかったが、マルセル・デュシャン《泉》(1917)のような美術界・美術批評への挑発や、コラージュやフロッタージュといった偶然性を取り込んだ手法が繰り返されることになる。これらは第一次大戦前に始まっていた表現主義、キュビスム、未来派のうちにその多くの萌芽をもっていたが、ダダにおいては、より反芸術が明確に志向されていると言われる。美術家ではニューヨークでまず脚光を浴びたマン・レイやフランシス・ピカビア、マックス・エルンスト、文学ではツァラのほかパリのアンドレ・ブルトン、ポール・エリュアール、ルイ・アラゴン、フィリップ・スーポーらがその中心となった。
第二次大戦後にはこれがさらに拡大し、ポップアートやコンセプチュアル・アート、アンダーグラウンド演劇、そして実験映画まで広範な表現手法・領域がアバンギャルドないし前衛と呼ばれるようになってゆく。しかし領域の拡大とともに戦闘的・革命的な意味合いは薄れ、語の定義は曖昧になっている。

## ロシア・アバンギャルド
（⇒参照：「ロシア・アヴァンギャルド」）

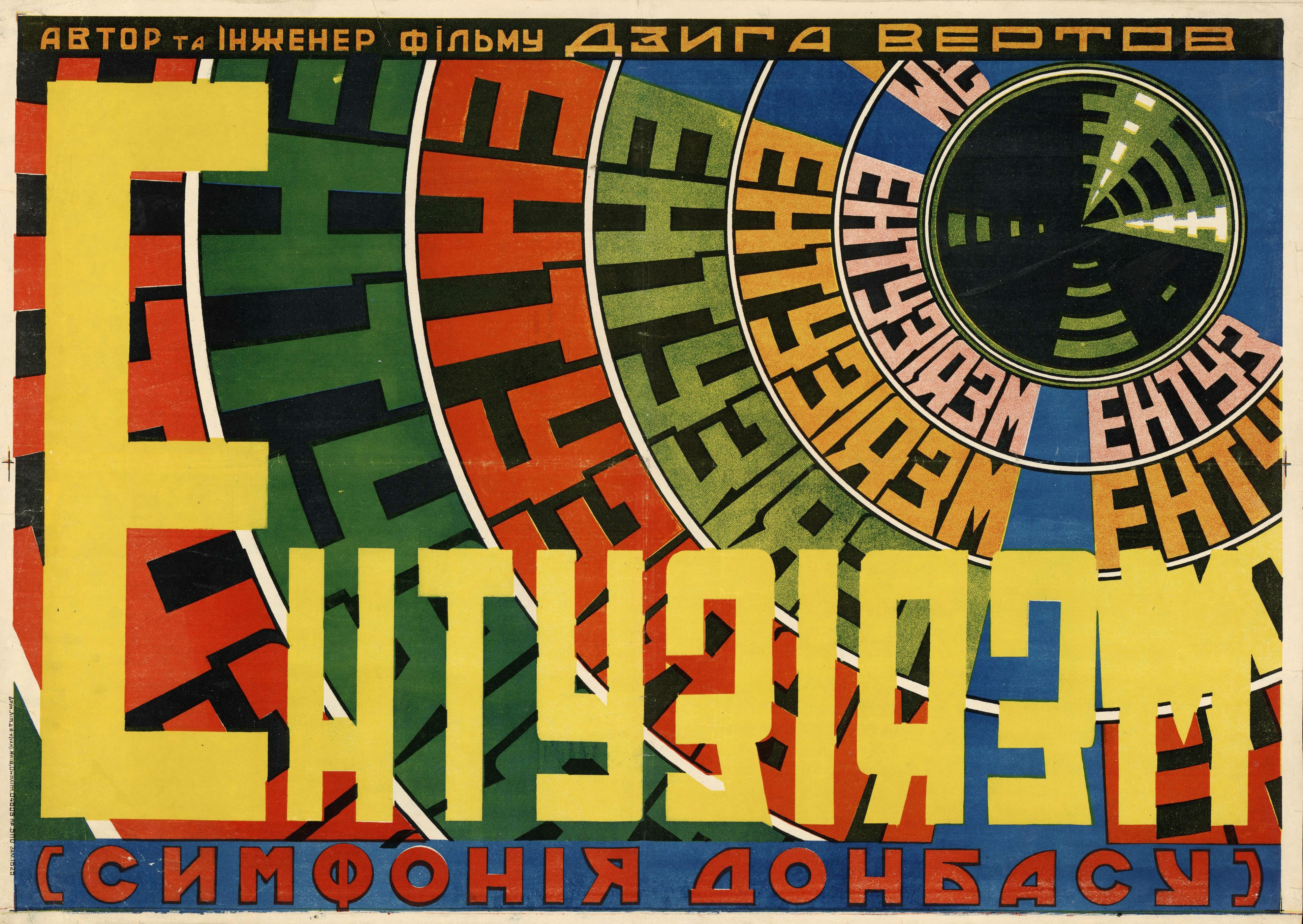
ジガ・ヴェルトフの映画『情熱』（1930）ポスター。ロシアのアバンギャルド運動は、ポスターや書籍デザインなど生活に近い分野でも数多くの秀作を生んだ。

上述のような本来の戦闘的な革命思想を受け継いで、アバンギャルドをまず熱心に追求したのはロシアの芸術家たちである。かれらは、芸術は記念碑や顕彰碑、街路装飾、書籍や切手のデザイン、舞台装飾へ向かうのが必然だと主張した。そのためロシアでは革命期から1920年代にかけてアバンギャルド芸術が音楽・演劇・映画・建築など広い領域で実践され、「ロシア・アバンギャルド（Russian avant-garde）」と称される一大潮流を生み出すことになった。
1923年には詩人のマヤコフスキーが「芸術左翼戦線（レフ）」を設立し、ここがロシア・アバンギャルドの重要な発信源となったほか、作曲家のミハイル・マチューシンも同年「現代音楽協会」を設立している。マチューシンのオペラ『太陽の勝利』は幾何学的なイメージを作曲プロセスに介在させて意図的に旧来の作曲技法を打破しようとしたもので、作品には不協和音や飛行機のプロペラ音、大砲の破裂音などが取り込まれている。
ロシア・アバンギャルドの中心的な思想は、個人的な具象画は時代遅れであり、芸術は集団的な基盤をもつべきだというもので、このころ活躍した画家のひとりナータン・アリトマンは、「プロレタリアートの創造するあらゆるものと同じように、プロレタリア芸術は集団的なものになる」と述べている。これは一つの芸術作品が多くの芸術家によって作られるという意味ではなく、一人が作った作品であっても「作品そのものが集団的な基盤にもとづいて成立している」ことを明確に意識するべきだという主張である。アリトマンによれば「旧世界、資本主義世界と同じように、古い芸術の作品は個人主義的な生を生きている」からである。
こうした思想・芸術運動は新生ソビエト国家の後押しを得てさまざまな分野で大きな成果を挙げたが、レーニンの死後にスターリンが政権を掌握すると、芸術の国家への従属性が強調され、国家のプロパガンダ芸術として社会主義リアリズムへの転換が求められるようになってゆく。1930年代にはロシア・アバンギャルドは終焉を迎え、芸術家たちの一部はアメリカや西ヨーロッパへの亡命を選ぶことになる。

## 音楽のアバンギャルド
（⇒参照：「実験音楽」「現代音楽」）

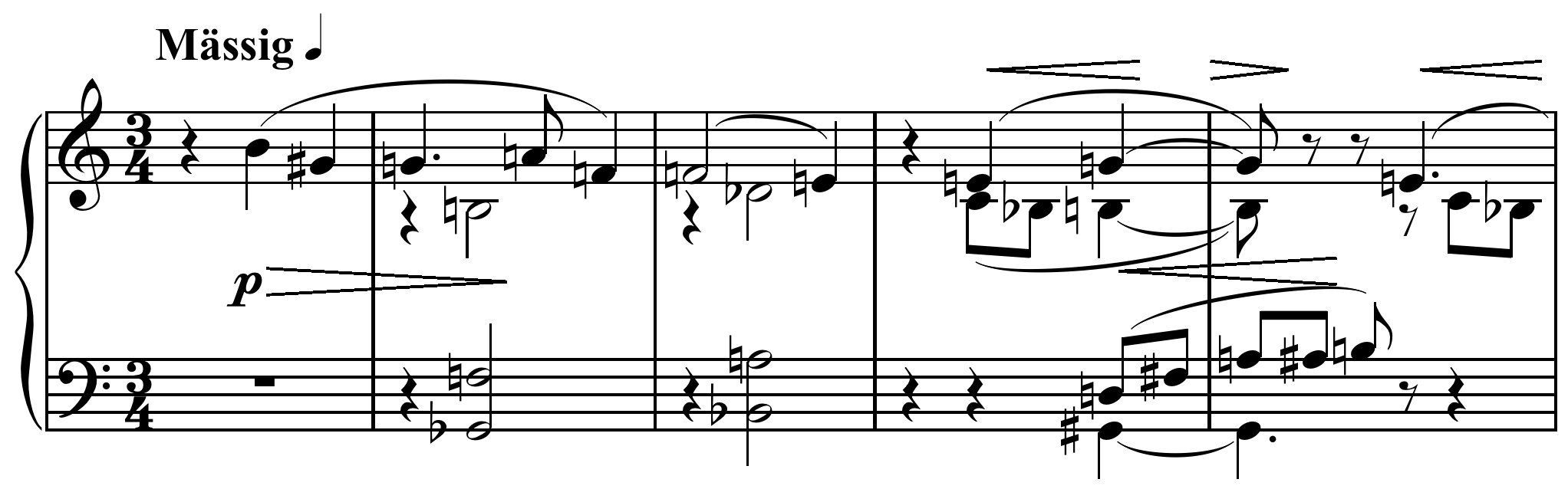
シェーンベルクが作曲した『３つのピアノ小品』第１番（1909）の一部。協和音と不協和音を区別しない「無調音楽」の最初の例とされる。

音楽の分野でアバンギャルドというとき、現在では伝統からはずれた急進的な試みをする芸術家を漠然と指すことも多いため確定した定義は存在しないが、一般には、19世紀後半から20世紀初頭の「モダニスム」の一部をさす歴史的に限定された用語とみなされている。
音楽史家ジム・サンソンによれば、この意味でのアバンギャルド音楽には二つの特徴がある。一つは上述のような理想主義的な進歩史観、もう一つは通俗的な理解をあえて拒絶するエリート主義的な姿勢である。そのため多くの試みにおいて、楽器から音楽会に至る伝統的な「クラシック音楽」の枠組みや制度に反逆し、それらの解体をめざすような音楽のありかたが追求された。その典型的なものとして、１分程度の楽譜を８４０回繰り返して演奏することを指示するエリック・サティ『ヴェクサシオン』（1893）、不協和音を取り込んだアルバン・ベルクやヴェーベルンの作品、自然音の利用をめざしたジョン・ケージなどの音楽がしばしば例として挙げられる。
オーストリアの作曲家シェーンベルクが1918年にウィーンで設立した「私的演奏協会」は、新しい音楽の新奇な試みに対する大衆の嘲りや非難から距離を置くため一般市民の入場を拒否し、ベルクやヴェーベルン、レーガーなど革新的な音楽が継続的に演奏された。そのためこの協会の設立は、アバンギャルド音楽の展開にとってひとつの象徴的な節目とみなされている。
20世紀の中盤にいたって伝統的な「クラシック音楽」の語法はさらに変転してゆくが、テオドール・アドルノは1950年代から60年代以降の新しい音楽（ブーレーズ、シュトックハウゼン、ベリオ、リゲティら）をアバンギャルド音楽から区別している。アドルノによれば、そこには初期アバンギャルド音楽が担っていた戦闘的な異義申し立てのトーンはすでに失われており、あくまで「音楽の制度に支えられた」ものに変貌しているからである。
そしてその後さらに音楽の世界でもポストモダニズム化が進行し、音楽史家ジム・サンソンは、現在ではかつての文化的対立が霧散し異質な音楽が緊張なしに共存しているため、アバンギャルドという概念は骨抜きとなってアナクロニズムの中にしか存在しない、と論じている。

### アバンギャルド・ジャズ
1960年代に「フリー・ジャズ」と同義語として使われ始め、70年代から80年代にかけて「フリー」の表現が誤解を招くと考えられて多くの演奏家が好んでこの用語を用いるようになった。一般的にはフリー・ジャズの先駆者とみなされているオーネット・コールマン、セシル・テイラー、アルバート・アイラーやジョン・コルトレーンなどの一部が該当するとみなされている。しかしフリー・ジャズが一般的なレパートリーとして吸収されてゆくにつれて、用語の定義もあいまいになっており、後のフリー・ジャズとの流れを見えにくくするとして「アバンギャルド・ジャズ」という呼称に否定的な批評家もいる。

## 演劇とパフォーマンス

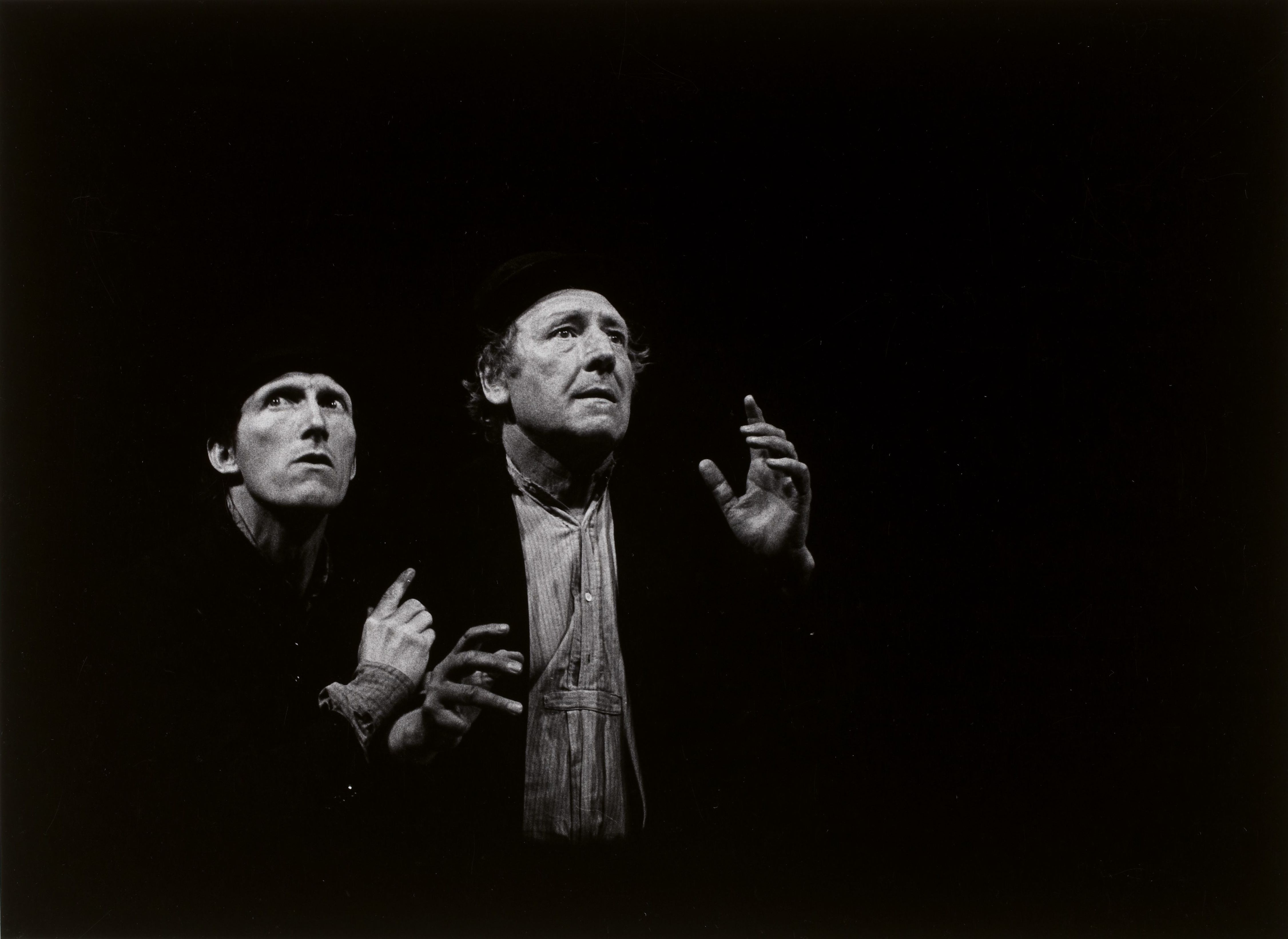
アビニョン演劇祭（1978）で上演されるサミュエル・ベケット『ゴドーを待ちながら』。この作品は二人の登場人物が終始噛み合わない会話を繰り返して不条理な物語を展開し、前衛劇の代表的作品のひとつとみなされるようになった。

演劇史家クリストファー・イネスによれば、演劇における「アバンギャルド」の用語には、ロシア・アバンギャルドが志向していたような社会改革をめざす政治的・戦闘的な要素は失われており、演劇を革新しようとする戯曲や演出・上演形態などをまとめてアバンギャルド演劇ないし前衛劇と呼んでいる。そのため「ダダイスム」のように歴史的に限定された用語ではなく、19世紀末から20世紀全体を通じて繰りかえし現れた演劇革新運動がそれぞれアバンギャルドと呼ばれることになる。
そのため何をアバンギャルド・前衛と呼ぶかは論者によって大きく異なるが、一般的には、革命後のロシアで独自の肉体訓練法（ビオメハニカ）の実践などをもって演劇刷新をこころみたメイエルホリドや、またマヤコフスキーの神秘劇『ミステリヤ・ブッフ』などの上演、さらにＧ・カイザーやＲ・ゲーリングなどのいわゆるドイツ表現主義演劇、そしてイタリアのマリネッティの理論にもとづいた未来派演劇、「異化」の実践をめざしたベルトルト・ブレヒトによる「叙事演劇（Episches Theater）」などが、広く前衛劇の代表例として上げられている。
これと並行して、フランスでも実験的・前衛的な演劇運動が19世紀末から開始されている。アルフレッド・ジャリによる『ユビュ王』上演を皮切りに、詩人ギヨーム・アポリネールのシュルレアリスム劇『ティレジアスの乳房』（1917）などを経て、1920年代にはアントナン・アルトーらが「アルフレッド・ジャリ劇場」を設立して実験的な作品をあいついで上演した。アルトーらは舞台上での言語のあつかいを根本的に転覆・刷新することをめざし、舞台と客席の境界を排しながら、照明や音楽をつかって劇場全体を魔術的な陶酔にみちびこうとする「残酷演劇（théâtre de la cruauté）」を提唱した。
1940年代の終わりごろからパリの小劇場で「不条理劇（Théâtre de l'absurde）」と呼ばれる作品がさかんに上演されるようになる。イヨネスコ『禿の女歌手』は日常的な会話のロジックを徹底して破壊し、従来の演劇がもっていたドラマ性を解体しようとした。イヨネスコは当時の観客から激しい非難を浴びたが、アイルランドのサミュエル・ベケットによる『ゴドーを待ちながら』は不合理な会話と筋書きでありながらパリでも繰りかえし上演され、現代の演劇を代表する作品のひとつとなってゆく。
これらの動きはヨーロッパ諸国とアメリカにも波及し、ドイツ語圏ではフリードリヒ・デュレンマットやペーター・ハントケ、アメリカではジョン・オズボーン、ハロルド・ピンター、エドワード・オールビーなどが活躍する。とくにアメリカではベトナム戦争をきっかけとして、政治性の強い前衛的な演劇がオフ・ブロードウェイでさかんに上演された。中でもニューヨークの「リビング・シアター」などはヨーロッパ公演を成功させるほどの影響力を持った。イギリスではピーター・ブルック、ポーランドではイェジー・グロトフスキなどの演出家が実験的な演劇運動を主導している。

### 日本の前衛劇
（⇒参照「アングラ演劇」）

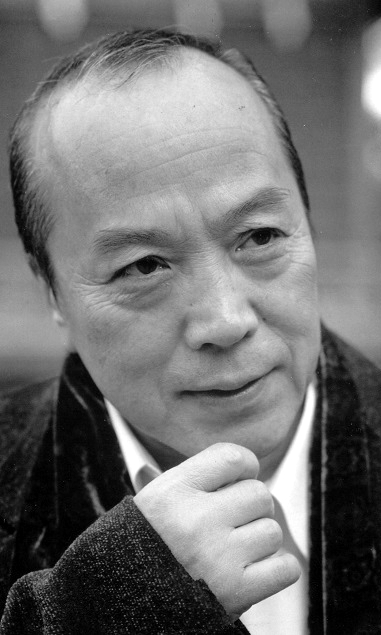
唐十郎（1940-2024）。26歳で最初の戯曲『腰巻きお仙』を上演し、以後60年代を通じて日本の前衛劇の代表的人物の一人となった。

日本でも演劇の分野での「アバンギャルド」の定義はあいまいで、「前衛劇」のほか「アングラ演劇（アンダーグラウンド演劇）」とも呼ばれる。ヨーロッパ同様に古い演劇への批判は19世紀以降繰りかえし現れてきたが、とくに前衛運動が活発になったのは1960年代以降である。
唐十郎が神社の境内に設置されたテント（紅テント）で上演した『腰巻きお仙義理人情いろはにほへと篇』（1967）、つづく『少女仮面』（1969）などの上演は一般ジャーナリズムでも大きく報道される一種の事件となったほか、1966年には、演出家の鈴木忠志、劇作家の別役実らによって「早稲田小劇場」が結成され、これも日本の前衛劇の重要な拠点となった。ここでは別役らの作品があいついで上演され、中でも別役の『劇的なるものをめぐって』(1969, 70）や『トロイアの女』（1974）、『バッコスの信女』(1978)などが高く評価されたている。
同じく1966年には、俳優座養成所の卒業生だった佐藤信・串田和美・斎藤憐らが「アンダーグラウンド自由劇場」を結成、佐藤の戯曲『地下鉄・イスメネ』を上演して直ちに大きな注目を集める存在となった。
続く1967年には、学生時代から短歌や詩で脚光を浴びていた寺山修司が、画家の横尾忠則らとともに「演劇実験室 天井桟敷」を結成している。寺山は『毛皮のマリー』（1967）、『盲人書簡』（1973）、『観客席』（1978）などを上演、海外の演劇祭へも招聘され国際的な声望を高めている。
かれらはそれぞれに独自の試みを展開するが、おおむね共通するのはやはり従来の演劇、とくに日本で「新劇」として発達してきたリアリズム劇への苛立ちだとされる。
鈴木忠志は、「（新劇は）私にはヨーロッパの演劇の影響を受けすぎている気がした」「我々は今ある日本社会への批判的なまなざしを打ち出そうとしていた」と当時のねらいを振り返っている。
同様に寺山修司によれば「天井桟敷」の設立目的は「政治を通さない日常の現実原則の革命」であり、「それは時として風俗的スキャンダルをまき起こし、時として伝統的な『劇場空間』に起爆剤を仕掛け (…) 『演劇そのものの解体』をも企図しようとするもの」だった。ここにもヨーロッパのアバンギャルド演劇・前衛劇と通底する戦闘的な演劇改革の問題意識が表明されている。
このような立場から、唐十郎の作品を劇作家の宮沢章夫が「過剰さ、濃厚さ、苛烈さとさえ感じさせる、すさまじい言葉の氾濫」と評しているように、彼らの作品ではリアリズム劇を拒否するかのような不条理な台詞が並ぶことになった。
このほか瓜生良介らの「発見の会」、蜷川幸雄による「現代人劇場」なども同時期に活動を開始しており、これらの多くが自前のスタジオやテントなど小規模の劇場で上演を行ったため、日本における戦後の前衛劇運動は「小劇場運動」とも呼ばれる。

### 暗黒舞踏

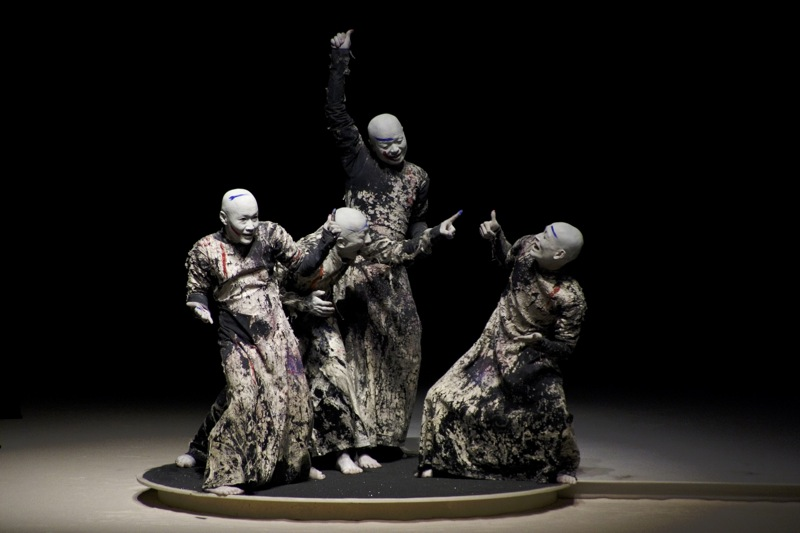
メキシコの国際演劇祭で上演された山海塾の『かがみの隠喩の彼方へ ─ かげみ』（2006年）。伝統的な「舞踊」をしりぞけて日本で創始された「舞踏」は国際的な知名度を得た。

またこれらと同時期に舞踊の世界では、正統的なモダンダンスの修練を積んだ土方巽が旧来の伝統を厳しく退ける活動を開始した。
西洋的な舞踊では背筋・手足を伸ばした美しい姿勢をとることが出発点となり、またクラシックバレエのように地面からの浮游・飛翔がしばしば強調されるが、土方は自らの生地・秋田を通じて日本に古くから残る風土・習俗と深く向き合い、日本人の「がに股」や手足を縮こまらせる雪国の身振りを取り入れようとした。
土方はそうした従来の「舞踊」とは異なる身体感覚による舞台を「舞踏」であると宣言し、さらに「肉体の暗部に存在するものに照明をあてる」として「暗黒舞踏」と呼ぶようになった。
そうした身体性を強調するため、土方の多くの作品では、厳しい訓練によって削ぎ落とされた肉体をもつ演者が、剃髪し全身に白粉を塗って舞台に立ち、伝統的な「舞踊」とはまったく異なる緩慢・痙攣的な動作を繰り返した。土方は従来の踊りとの違いを「世界の舞踊は立つところから始まる。しかし、舞踏は立とうにも立てないところから始まる」と評し、また自らの舞踏はバレエなどとは異なり「田んぼの中のぬかるんだ足」に出発点がある、と述べている。
そうした土方の試みは、伝統的な舞踊の世界からは「白塗りの剃髪、裸…ただ晒すだけの芸のない素人の裸踊り」などと蔑視を受けたが、土方は近代日本が切り捨ててきた土俗的な習俗や性・暴力を舞台上へ意識的に取り込み、『聖公爵』『バラ色ダンス』『肉体の叛乱』などの作品を次々に発表してゆくなかで、当時の芸術家・知識人らに大きな影響力をもった。
土方らが自らを「アバンギャルド」と称することはやはり稀だったが、当時これに注目していた詩人の大岡信が「『暗黒舞踏』の出現によって、それ以前に私たちが知っていた日本の古典舞踊がいかに「暗黒」ならざる「明快」かつ「開放的」な踊りであったかが鮮やかに意識されることになった」と述べているように、やはりアバンギャルド芸術に通じる過去の伝統の否定として受容された。そして大岡によれば「1960年代全体を通じて、既成の権威に反抗する学生たちの支援を受け、土方はいやおうなしに教祖の位置に立つことになった」。
土方の「舞踏」のこころみは彼の師・大野一雄や、笠井叡、麿赤児、芦川羊子、そしてとりわけ天児牛大が創設した舞踏集団「山海塾」の海外公演などを通じて日本国外でも大きな衝撃を与え、「Butoh」[英語版] として知られるようになった。

## 日本の前衛美術

### 村山知義と「マヴォ」

村山らとともに作品を発表した木下秀一郎《決行せるアナルヒストの心理的像》（1924）。マヴォは震災後の日本における前衛芸術運動の重要な拠点となった。

第一次大戦後にヨーロッパではじまったダダイスムやキュビスムの動きは、ほどなくして日本の美術界にも波及した。これを主導した人物の一人は美術家の村山知義で、彼は1920年代初頭のベルリンへ遊学して現地で新しい芸術運動の熱気を目の当たりにし、これを日本へ持ち込んだ。ただしこの当時「アバンギャルド」の語が用いられることは稀で、多くの場合「前衛美術」と称されていた。
とりわけ1923年（大正12年）9月に発生した関東大震災で東京が荒廃すると、村山が「大震災は第一次大戦後のドイツの状態を小型にしたような状態を、一時的に東京に生み出した。それは (…) 破壊的で新奇な芸術を歓迎する風潮をつくり出した」と述べているように、震災後の混乱期に芸術の革命をめざそうとする動きが数多くおこり、村山はその中心人物となった。
村山は画家の柳瀬正夢らとともに大震災の直前（1924年7月）に芸術家グループを結成し、これを「マヴォ MAVO」と命名、同人らとともに一種のダダイスム運動を様々な分野で展開した。かれらがここで目指したのはヨーロッパのアバンギャルド芸術と似た方向で、やはり旧来の美術界のありかたを厳しく糾弾する政治性をともなっていた。
そこではとりわけ西洋美術にキャッチアップすることを目標として日本の「洋画」を支えてきた展覧会制度が標的となり、村山は「帝展はミイラの貯蔵窟であり、二科、春陽会はミイラ製造所である」「フランスで無数の害毒を流したこの制度を、ばかな日本人は有難がって受けついで、今や滔々たる害悪を流している」と痛罵している。
村山らによる「マヴォ」には手法・分野ともさまざまな同人が参加したため共通の信念や信条があったわけではないが、結成時に作られた宣言に村山が「私達は尖端に立っている。そして永久に尖端に立つであろう。私達は縛られていない。私達は過激だ。私達は革命する」と述べているとおり、そこでは本来のアバンギャルドに近い思想が強く意識されていた。
村山は自ら美術家として《あるユダヤ人の肖像》（1922）や《コンストルクチオン》（1925）といった作品を発表するかたわら、演劇にも深くかかわった。震災後には、当時アバンギャルド演劇の最先端だったドイツのカイザー『朝から夜中まで』の舞台装置をデザインしており。これを鑑賞した作家の高見順は、その斬新さをこう記録している。「舞台装置という概念をぶちこわした、いわば未曾有の壮観だった。 (…) 画とも建築ともつかない、不気味ながら痛快な立体装置（構成派の舞台装置と呼ばれた）が舞台一面に飾りつけてあった」。

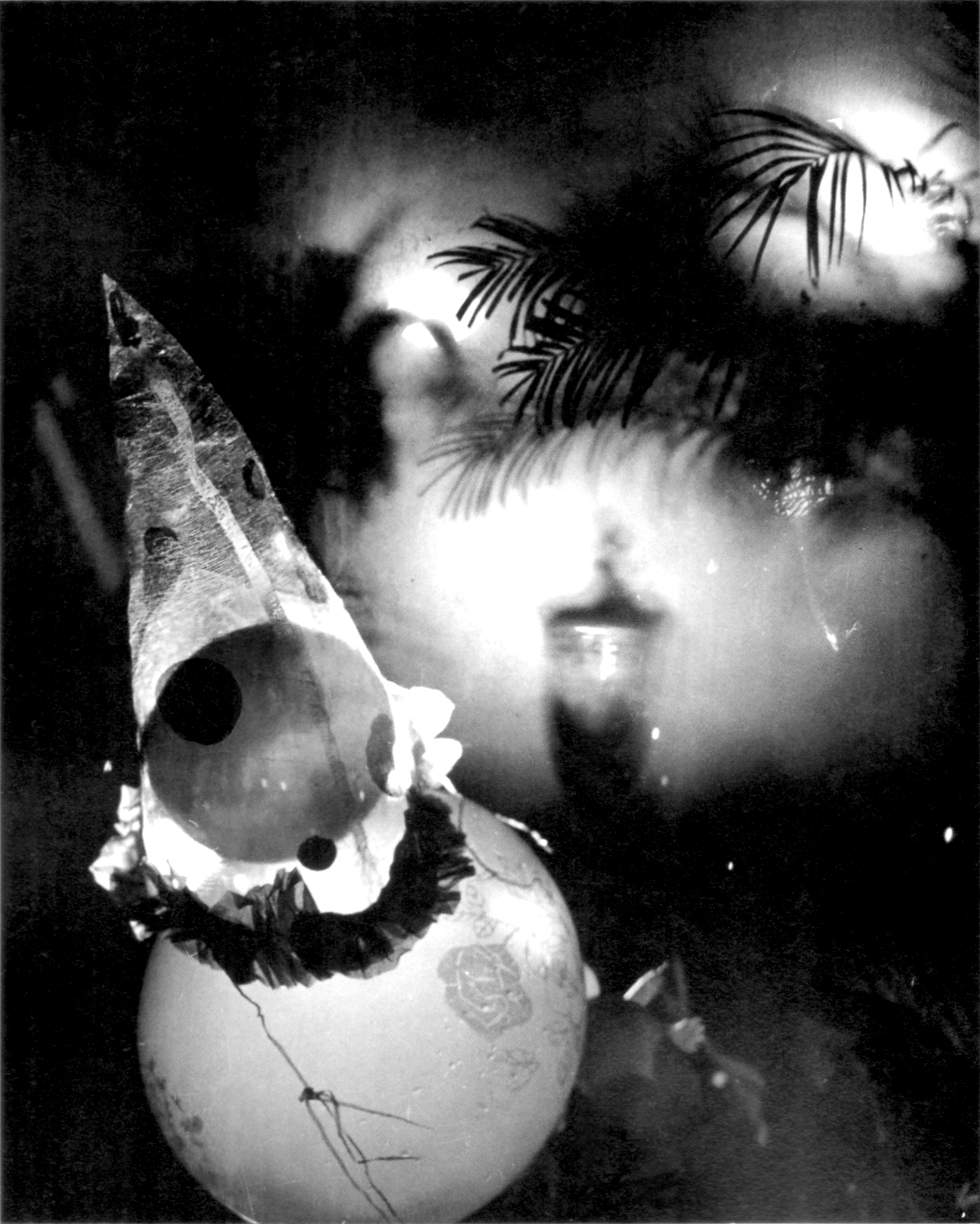
安井仲治《夜》（1937）。戦前期に前衛的な表現をめざした「新興写真」のひとつ。

「マヴォ」は同グループの同人誌としても第7号まで発刊され、詩人・作家など当時の文学者にとってもアバンギャルドの動きを伝える一つのきっかけとなった。この時代には、村山のほか未来派美術協会の設立（1920）二科会の進歩派による「アクション」結成（1922）、三科造形美術協会の結成（1924）など美術家による美術再定義の試みが相次いでいる。

### 新興写真
また戦前期には写真の分野でもマン・レイやハンス・ベルメールらの影響を受けた前衛的な表現がアマチュア写真家の間でも広く試みられ、「新興写真」と呼ばれた。
ただしこの用語が使われるさいに旧来の技術・伝統を打破するといったメッセージが打ち出されることは稀で、ほとんどの場合シュルレアリスム絵画に影響された抽象的な画面といったほどの意味しか持たなかったため、本来のアバンギャルド芸術とはやや異なっている。
しかし中山岩太・安井仲治らがリアリズムを脱した作品に取り組んで秀作を残したほか、「アヴァンギャルド造影集団」（1937）、「前衛写真協会」（1938）といった写真家のグループが大阪や名古屋でも結成されたという。開始からほどなくして戦争期に突入するためそれらの活動はごく短期間に終わったが、近年になって再検証の試みが行われている。

### 岡本太郎
日本でアバンギャルドの語が美術において再注目されるのは太平洋戦争後で、それを主導した一人は美術家の岡本太郎である。岡本は戦前のヨーロッパに10年近く滞在し、ここでピカソを始めとする芸術革新の動きを深く学ぶことになった。戦後になって彼は明確に「アバンギャルド」の語を冠した著作をあいついで刊行する。

岡本太郎がデザインした「太陽の塔」をあしらっているアラブ首長国連邦の記念切手。岡本は戦後の前衛芸術家としてもっとも成功した一人となった。

そのひとつで岡本が「アヴァンギャルド芸術はその解放性、直接性によってラジカルに、封建的、閉鎖的な「日本芸術」の限界を打ち破るのである」と述べていることが示すように、ここでも村山らと同様に日本美術界の陋習は打破されねばならないとする戦闘的な姿勢が打ち出されていた。
こうした姿勢は戦後の徹底した荒廃のなか新しい芸術を求める風潮と結びついて、戦前にはなかった大衆的な支持を岡本に与えることになった。岡本は留学中のフランスですでに抽象芸術あるいはシュルレアリスム絵画を実践していたが、戦後はそれをさらに意識的に推しすすめ、「今日の芸術は、うまくあってはいけない。きれいであってはならない。ここちよくあってはならない」と宣言して新しい美術を生み出すこころみを続けた。
このほか長谷川三郎・瀧口修造らによる「日本アヴァンギャルド美術家クラブ」結成（1947）などにも、アバンギャルドの言葉に託された美術刷新の期待をうかがうことができる。

## ファッション

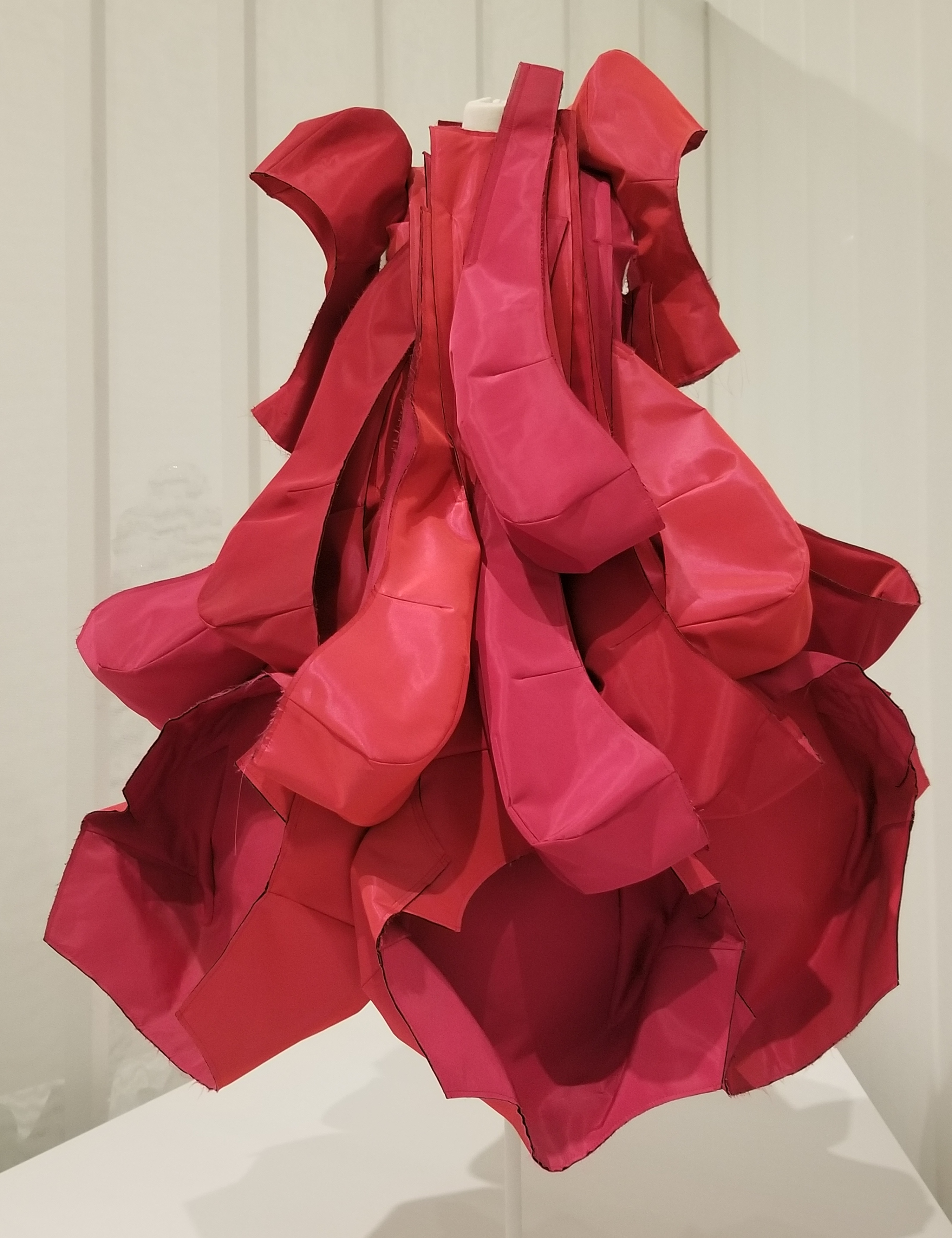
川久保玲デザインのドレス（2016年）。川久保は山本耀司と並んで現代のアバンギャルド・ファッションの代表例とされる。

ファッション・デザインの分野でも「アバンギャルド」の語はさかんに使われている。ファッションが既存の工業社会の枠内で流通するものである以上、「戦闘的な革命思想」という語の本来の意味は失われており、どのような特徴をアバンギャルド・ファッションとみなすかも評者によってきわめて幅があるが、一般に、フォルムや素材において格式や伝統への反逆を強く感じさせる奇抜なデザインをアバンギャルドと呼んでいる。
すでに1960年代に、ロンドンのカーナビー・ストリートに登場したモッズルック、70年代のサイケデリックやパンク・ファッションなどを「アバンギャルド」と呼んでいた例があるが、この言葉がファッションの世界で広く定着する決定的なきっかけとなったのは、日本の川久保玲と山本耀司の活躍である。

### 川久保玲と山本耀司
川久保と山本はともに1980年代はじめにパリで作品を発表し、欧米のファッション・ジャーナリズムに巨大な衝撃を与えたと言われる。それは第一に衣装のフォルムが「ドレス」「スカート」といった西洋伝統の衣装の枠組みをまったく無視しているように見えたこと、第二に革や合成繊維といった新しい素材を大胆に取り入れていたこと、第三に全身を黒で覆うといった色彩感覚の斬新さである。
またそこではばらばらの生地の貼り合わせや、擦り切れて穴の空いた布、表裏を逆にしたデザインがためらいなく駆使され、人前で身にまとうのは清潔で感じのよい衣装が望ましいといったファッションの既成概念を意識的に転倒させていた。これらを指して欧米メディアで「アバンギャルド」の表現が使われるようになり、以後、かれらの作品に対する代名詞となってゆく。
二人の活躍をきっかけに、ジャン＝ポール・ゴルチエの両性具有的デザイン、さらに90年代のマルタン・マンジエラやアン・ドゥムルメステールなどのグランジルック、さらには川久保・山本らの起源として、1930年代にシュルレアリスムの影響を直接受けて活動したエルザ・スキャパレリなどもアバンギャルドと呼ばれるようになった。
川久保玲のブランド「コム・デ・ギャルソン」はファッションの世界を超えて広く社会的な注目を集め、80年代には思想家の吉本隆明が「 『コム・デ・ギャルソン』は、私たちが「現在」そのデザイン芸術性を世界に誇りうる最上のデザイナー集団」と絶賛したことでも知られる。川久保のデザインが評価されるさいにしばしば強調されるのは〈先行する既存観念の転覆〉というアバンギャルドの用語本来の意味合いで、批評家の鷲田清一は川久保によるデザインの本質は「破壊」なのだと論じている。

## そのほかの例

### 映画
（⇒参照：「実験映画 」）

## 関連文献
全般
- H.E.ホルトゥーゼン（佃堅輔訳）『アヴァンギャルド芸術論』（国文社,1981）
- レナート・ポッジョーリ（篠田綾子訳）『アヴァンギャルドの理論』（晶文社、1988）
- ロザリンド・E・クラウス（谷川渥・小西信之訳）『アヴァンギャルドのオリジナリティ : モダニズムの神話』（月曜社、2021）
- ロジャー・シャタック（木下哲夫訳）『祝宴の時代 : ベル・エポックと「アヴァンギャルド」の誕生』（白水社、2015）
- 塚原史『切断する美学 : アヴァンギャルド芸術思想史』（論創社、2013）

演劇・舞踏
- J・ルース=エヴァンズ（佐多真徳・石塚浩司訳）『世界の前衛演劇』（荒竹出版、1975）
- クリストファー・イネス（斎藤偕子ほか訳）『アバンギャルド・シアター : 1892-1992』（テアトロ、1997）
- 三上賀代『器としての身體 : 土方巽・暗黒舞踏技法へのアプローチ　増補改訂版』（春風社、2015）
- 樋口良澄監修『「実験劇場」と唐十郎 : 1958-1962』（明治大学唐十郎アーカイヴ、2020）

ロシア・東欧
- J.E.ボウルト編（川端香男里ほか訳）『ロシア・アヴァンギャルド芸術 : 理論と批評,1902-34年』岩波書店、1988
- 江村公『ロシア・アヴァンギャルドの世紀 : 構成×事実×記録』（水声社、2011）
- 西野嘉章『チェコ・アヴァンギャルド : ブックデザインにみる文芸運動小史』（平凡社ライブラリー、2024）
- 水野忠夫『ロシア・アヴァンギャルド : 未完の芸術革命』（ちくま学芸文庫、2023）
- 八束はじめ『ロシア・アヴァンギャルド建築　増補版』（LIXIL出版、2015）

日本
- 大谷省吾『激動期のアヴァンギャルド : シュルレアリスムと日本の絵画一九二八-一九五三』（国書刊行会、 2016）
- 足立元『アナキズム美術史 : 日本の前衛芸術と社会思想』（平凡社、2023）